# Матч за звание чемпиона мира по шахматам 1892
Матч между Вильгельмом (Уильямом) Стейницем и Михаилом Чигориным — четвёртый официальный матч за звание чемпиона мира по шахматам. Он проходил с 1 января по 28 февраля 1892 года на испанском острове Куба в Гаване.
Матч проводился до 10 побед, но при счёте 9:9 должен был продолжаться до 12 побед. Контроль времени: 2 часа на первые 30 ходов и по 1 часу на следующие 15 ходов. При счёте 9:8 в пользу Стейница в 23-й партии Чигорин в выигрышной позиции (у него был конь против пешки) допустил грубую ошибку и проиграл матч.
Матч отличался очень малым количеством ничьих даже для того времени — всего 5 из 23 партий завершились миром.
После матча Чигорин жаловался на тяжёлые климатические условия, из-за которых он не мог играть в полную силу: «По совести вам скажу, что только благодаря климату я проиграл матч со Стейницем. Под конец я играл наполовину больным. После матча все мои платья висят на мне, как на вешалке».

## Таблица матча
| №           | Участники      | 1   | 2   | 3   | 4   | 5    | 6    | 7    | 8    | 9    | 10   | 11   | 12   | 13   | 14  | 15  | 16  | 17  | 18   | 19   | 20   | 21   | 22   | 23   | Очки |
| ----------- | -------------- | --- | --- | --- | --- | ---- | ---- | ---- | ---- | ---- | ---- | ---- | ---- | ---- | --- | --- | --- | --- | ---- | ---- | ---- | ---- | ---- | ---- | ---- |
| 1           | Уильям Стейниц | 0   | ½   | ½   | 1   | ½    | 1    | 0    | 0    | ½    | 0    | 1    | 0    | 1    | 1   | 0   | 1   | 0   | 1    | 0    | 1    | ½    | 1    | 1    | 12½  |
| 2           | Михаил Чигорин | 1   | ½   | ½   | 0   | ½    | 0    | 1    | 1    | ½    | 1    | 0    | 1    | 0    | 0   | 1   | 0   | 1   | 0    | 1    | 0    | ½    | 0    | 0    | 10½  |
| Игровые дни | Игровые дни    | 1.1 | 3.1 | 5.1 | 7.1 | 10.1 | 12.1 | 14.1 | 16.1 | 19.1 | 21.1 | 24.1 | 26.1 | 31.1 | 2.2 | 4.2 | 7.2 | 9.2 | 14.2 | 16.2 | 18.2 | 23.2 | 25.2 | 28.2 |      |

## Примечательные партии

### Чигорин — Стейниц
|   | a | b | c | d | e | f | g | h |   |
| - | --- | --- | --- | --- | --- | --- | --- | --- | - |
| 8 | a7 чёрная пешка · b7 чёрная пешка · e7 белая ладья · h7 чёрная пешка · d6 белый слон · e6 белый конь · f6 чёрный король · g6 чёрный слон · d5 белая пешка · f5 чёрная пешка · h4 чёрная пешка · a2 белая пешка · b2 белая пешка · d2 чёрная ладья · e2 чёрная ладья · h2 белая пешка · f1 белая ладья · h1 белый король | a7 чёрная пешка · b7 чёрная пешка · e7 белая ладья · h7 чёрная пешка · d6 белый слон · e6 белый конь · f6 чёрный король · g6 чёрный слон · d5 белая пешка · f5 чёрная пешка · h4 чёрная пешка · a2 белая пешка · b2 белая пешка · d2 чёрная ладья · e2 чёрная ладья · h2 белая пешка · f1 белая ладья · h1 белый король | a7 чёрная пешка · b7 чёрная пешка · e7 белая ладья · h7 чёрная пешка · d6 белый слон · e6 белый конь · f6 чёрный король · g6 чёрный слон · d5 белая пешка · f5 чёрная пешка · h4 чёрная пешка · a2 белая пешка · b2 белая пешка · d2 чёрная ладья · e2 чёрная ладья · h2 белая пешка · f1 белая ладья · h1 белый король | a7 чёрная пешка · b7 чёрная пешка · e7 белая ладья · h7 чёрная пешка · d6 белый слон · e6 белый конь · f6 чёрный король · g6 чёрный слон · d5 белая пешка · f5 чёрная пешка · h4 чёрная пешка · a2 белая пешка · b2 белая пешка · d2 чёрная ладья · e2 чёрная ладья · h2 белая пешка · f1 белая ладья · h1 белый король | a7 чёрная пешка · b7 чёрная пешка · e7 белая ладья · h7 чёрная пешка · d6 белый слон · e6 белый конь · f6 чёрный король · g6 чёрный слон · d5 белая пешка · f5 чёрная пешка · h4 чёрная пешка · a2 белая пешка · b2 белая пешка · d2 чёрная ладья · e2 чёрная ладья · h2 белая пешка · f1 белая ладья · h1 белый король | a7 чёрная пешка · b7 чёрная пешка · e7 белая ладья · h7 чёрная пешка · d6 белый слон · e6 белый конь · f6 чёрный король · g6 чёрный слон · d5 белая пешка · f5 чёрная пешка · h4 чёрная пешка · a2 белая пешка · b2 белая пешка · d2 чёрная ладья · e2 чёрная ладья · h2 белая пешка · f1 белая ладья · h1 белый король | a7 чёрная пешка · b7 чёрная пешка · e7 белая ладья · h7 чёрная пешка · d6 белый слон · e6 белый конь · f6 чёрный король · g6 чёрный слон · d5 белая пешка · f5 чёрная пешка · h4 чёрная пешка · a2 белая пешка · b2 белая пешка · d2 чёрная ладья · e2 чёрная ладья · h2 белая пешка · f1 белая ладья · h1 белый король | a7 чёрная пешка · b7 чёрная пешка · e7 белая ладья · h7 чёрная пешка · d6 белый слон · e6 белый конь · f6 чёрный король · g6 чёрный слон · d5 белая пешка · f5 чёрная пешка · h4 чёрная пешка · a2 белая пешка · b2 белая пешка · d2 чёрная ладья · e2 чёрная ладья · h2 белая пешка · f1 белая ладья · h1 белый король | 8 |
| 7 | a7 чёрная пешка · b7 чёрная пешка · e7 белая ладья · h7 чёрная пешка · d6 белый слон · e6 белый конь · f6 чёрный король · g6 чёрный слон · d5 белая пешка · f5 чёрная пешка · h4 чёрная пешка · a2 белая пешка · b2 белая пешка · d2 чёрная ладья · e2 чёрная ладья · h2 белая пешка · f1 белая ладья · h1 белый король | a7 чёрная пешка · b7 чёрная пешка · e7 белая ладья · h7 чёрная пешка · d6 белый слон · e6 белый конь · f6 чёрный король · g6 чёрный слон · d5 белая пешка · f5 чёрная пешка · h4 чёрная пешка · a2 белая пешка · b2 белая пешка · d2 чёрная ладья · e2 чёрная ладья · h2 белая пешка · f1 белая ладья · h1 белый король | a7 чёрная пешка · b7 чёрная пешка · e7 белая ладья · h7 чёрная пешка · d6 белый слон · e6 белый конь · f6 чёрный король · g6 чёрный слон · d5 белая пешка · f5 чёрная пешка · h4 чёрная пешка · a2 белая пешка · b2 белая пешка · d2 чёрная ладья · e2 чёрная ладья · h2 белая пешка · f1 белая ладья · h1 белый король | a7 чёрная пешка · b7 чёрная пешка · e7 белая ладья · h7 чёрная пешка · d6 белый слон · e6 белый конь · f6 чёрный король · g6 чёрный слон · d5 белая пешка · f5 чёрная пешка · h4 чёрная пешка · a2 белая пешка · b2 белая пешка · d2 чёрная ладья · e2 чёрная ладья · h2 белая пешка · f1 белая ладья · h1 белый король | a7 чёрная пешка · b7 чёрная пешка · e7 белая ладья · h7 чёрная пешка · d6 белый слон · e6 белый конь · f6 чёрный король · g6 чёрный слон · d5 белая пешка · f5 чёрная пешка · h4 чёрная пешка · a2 белая пешка · b2 белая пешка · d2 чёрная ладья · e2 чёрная ладья · h2 белая пешка · f1 белая ладья · h1 белый король | a7 чёрная пешка · b7 чёрная пешка · e7 белая ладья · h7 чёрная пешка · d6 белый слон · e6 белый конь · f6 чёрный король · g6 чёрный слон · d5 белая пешка · f5 чёрная пешка · h4 чёрная пешка · a2 белая пешка · b2 белая пешка · d2 чёрная ладья · e2 чёрная ладья · h2 белая пешка · f1 белая ладья · h1 белый король | a7 чёрная пешка · b7 чёрная пешка · e7 белая ладья · h7 чёрная пешка · d6 белый слон · e6 белый конь · f6 чёрный король · g6 чёрный слон · d5 белая пешка · f5 чёрная пешка · h4 чёрная пешка · a2 белая пешка · b2 белая пешка · d2 чёрная ладья · e2 чёрная ладья · h2 белая пешка · f1 белая ладья · h1 белый король | a7 чёрная пешка · b7 чёрная пешка · e7 белая ладья · h7 чёрная пешка · d6 белый слон · e6 белый конь · f6 чёрный король · g6 чёрный слон · d5 белая пешка · f5 чёрная пешка · h4 чёрная пешка · a2 белая пешка · b2 белая пешка · d2 чёрная ладья · e2 чёрная ладья · h2 белая пешка · f1 белая ладья · h1 белый король | 7 |
| 6 | a7 чёрная пешка · b7 чёрная пешка · e7 белая ладья · h7 чёрная пешка · d6 белый слон · e6 белый конь · f6 чёрный король · g6 чёрный слон · d5 белая пешка · f5 чёрная пешка · h4 чёрная пешка · a2 белая пешка · b2 белая пешка · d2 чёрная ладья · e2 чёрная ладья · h2 белая пешка · f1 белая ладья · h1 белый король | a7 чёрная пешка · b7 чёрная пешка · e7 белая ладья · h7 чёрная пешка · d6 белый слон · e6 белый конь · f6 чёрный король · g6 чёрный слон · d5 белая пешка · f5 чёрная пешка · h4 чёрная пешка · a2 белая пешка · b2 белая пешка · d2 чёрная ладья · e2 чёрная ладья · h2 белая пешка · f1 белая ладья · h1 белый король | a7 чёрная пешка · b7 чёрная пешка · e7 белая ладья · h7 чёрная пешка · d6 белый слон · e6 белый конь · f6 чёрный король · g6 чёрный слон · d5 белая пешка · f5 чёрная пешка · h4 чёрная пешка · a2 белая пешка · b2 белая пешка · d2 чёрная ладья · e2 чёрная ладья · h2 белая пешка · f1 белая ладья · h1 белый король | a7 чёрная пешка · b7 чёрная пешка · e7 белая ладья · h7 чёрная пешка · d6 белый слон · e6 белый конь · f6 чёрный король · g6 чёрный слон · d5 белая пешка · f5 чёрная пешка · h4 чёрная пешка · a2 белая пешка · b2 белая пешка · d2 чёрная ладья · e2 чёрная ладья · h2 белая пешка · f1 белая ладья · h1 белый король | a7 чёрная пешка · b7 чёрная пешка · e7 белая ладья · h7 чёрная пешка · d6 белый слон · e6 белый конь · f6 чёрный король · g6 чёрный слон · d5 белая пешка · f5 чёрная пешка · h4 чёрная пешка · a2 белая пешка · b2 белая пешка · d2 чёрная ладья · e2 чёрная ладья · h2 белая пешка · f1 белая ладья · h1 белый король | a7 чёрная пешка · b7 чёрная пешка · e7 белая ладья · h7 чёрная пешка · d6 белый слон · e6 белый конь · f6 чёрный король · g6 чёрный слон · d5 белая пешка · f5 чёрная пешка · h4 чёрная пешка · a2 белая пешка · b2 белая пешка · d2 чёрная ладья · e2 чёрная ладья · h2 белая пешка · f1 белая ладья · h1 белый король | a7 чёрная пешка · b7 чёрная пешка · e7 белая ладья · h7 чёрная пешка · d6 белый слон · e6 белый конь · f6 чёрный король · g6 чёрный слон · d5 белая пешка · f5 чёрная пешка · h4 чёрная пешка · a2 белая пешка · b2 белая пешка · d2 чёрная ладья · e2 чёрная ладья · h2 белая пешка · f1 белая ладья · h1 белый король | a7 чёрная пешка · b7 чёрная пешка · e7 белая ладья · h7 чёрная пешка · d6 белый слон · e6 белый конь · f6 чёрный король · g6 чёрный слон · d5 белая пешка · f5 чёрная пешка · h4 чёрная пешка · a2 белая пешка · b2 белая пешка · d2 чёрная ладья · e2 чёрная ладья · h2 белая пешка · f1 белая ладья · h1 белый король | 6 |
| 5 | a7 чёрная пешка · b7 чёрная пешка · e7 белая ладья · h7 чёрная пешка · d6 белый слон · e6 белый конь · f6 чёрный король · g6 чёрный слон · d5 белая пешка · f5 чёрная пешка · h4 чёрная пешка · a2 белая пешка · b2 белая пешка · d2 чёрная ладья · e2 чёрная ладья · h2 белая пешка · f1 белая ладья · h1 белый король | a7 чёрная пешка · b7 чёрная пешка · e7 белая ладья · h7 чёрная пешка · d6 белый слон · e6 белый конь · f6 чёрный король · g6 чёрный слон · d5 белая пешка · f5 чёрная пешка · h4 чёрная пешка · a2 белая пешка · b2 белая пешка · d2 чёрная ладья · e2 чёрная ладья · h2 белая пешка · f1 белая ладья · h1 белый король | a7 чёрная пешка · b7 чёрная пешка · e7 белая ладья · h7 чёрная пешка · d6 белый слон · e6 белый конь · f6 чёрный король · g6 чёрный слон · d5 белая пешка · f5 чёрная пешка · h4 чёрная пешка · a2 белая пешка · b2 белая пешка · d2 чёрная ладья · e2 чёрная ладья · h2 белая пешка · f1 белая ладья · h1 белый король | a7 чёрная пешка · b7 чёрная пешка · e7 белая ладья · h7 чёрная пешка · d6 белый слон · e6 белый конь · f6 чёрный король · g6 чёрный слон · d5 белая пешка · f5 чёрная пешка · h4 чёрная пешка · a2 белая пешка · b2 белая пешка · d2 чёрная ладья · e2 чёрная ладья · h2 белая пешка · f1 белая ладья · h1 белый король | a7 чёрная пешка · b7 чёрная пешка · e7 белая ладья · h7 чёрная пешка · d6 белый слон · e6 белый конь · f6 чёрный король · g6 чёрный слон · d5 белая пешка · f5 чёрная пешка · h4 чёрная пешка · a2 белая пешка · b2 белая пешка · d2 чёрная ладья · e2 чёрная ладья · h2 белая пешка · f1 белая ладья · h1 белый король | a7 чёрная пешка · b7 чёрная пешка · e7 белая ладья · h7 чёрная пешка · d6 белый слон · e6 белый конь · f6 чёрный король · g6 чёрный слон · d5 белая пешка · f5 чёрная пешка · h4 чёрная пешка · a2 белая пешка · b2 белая пешка · d2 чёрная ладья · e2 чёрная ладья · h2 белая пешка · f1 белая ладья · h1 белый король | a7 чёрная пешка · b7 чёрная пешка · e7 белая ладья · h7 чёрная пешка · d6 белый слон · e6 белый конь · f6 чёрный король · g6 чёрный слон · d5 белая пешка · f5 чёрная пешка · h4 чёрная пешка · a2 белая пешка · b2 белая пешка · d2 чёрная ладья · e2 чёрная ладья · h2 белая пешка · f1 белая ладья · h1 белый король | a7 чёрная пешка · b7 чёрная пешка · e7 белая ладья · h7 чёрная пешка · d6 белый слон · e6 белый конь · f6 чёрный король · g6 чёрный слон · d5 белая пешка · f5 чёрная пешка · h4 чёрная пешка · a2 белая пешка · b2 белая пешка · d2 чёрная ладья · e2 чёрная ладья · h2 белая пешка · f1 белая ладья · h1 белый король | 5 |
| 4 | a7 чёрная пешка · b7 чёрная пешка · e7 белая ладья · h7 чёрная пешка · d6 белый слон · e6 белый конь · f6 чёрный король · g6 чёрный слон · d5 белая пешка · f5 чёрная пешка · h4 чёрная пешка · a2 белая пешка · b2 белая пешка · d2 чёрная ладья · e2 чёрная ладья · h2 белая пешка · f1 белая ладья · h1 белый король | a7 чёрная пешка · b7 чёрная пешка · e7 белая ладья · h7 чёрная пешка · d6 белый слон · e6 белый конь · f6 чёрный король · g6 чёрный слон · d5 белая пешка · f5 чёрная пешка · h4 чёрная пешка · a2 белая пешка · b2 белая пешка · d2 чёрная ладья · e2 чёрная ладья · h2 белая пешка · f1 белая ладья · h1 белый король | a7 чёрная пешка · b7 чёрная пешка · e7 белая ладья · h7 чёрная пешка · d6 белый слон · e6 белый конь · f6 чёрный король · g6 чёрный слон · d5 белая пешка · f5 чёрная пешка · h4 чёрная пешка · a2 белая пешка · b2 белая пешка · d2 чёрная ладья · e2 чёрная ладья · h2 белая пешка · f1 белая ладья · h1 белый король | a7 чёрная пешка · b7 чёрная пешка · e7 белая ладья · h7 чёрная пешка · d6 белый слон · e6 белый конь · f6 чёрный король · g6 чёрный слон · d5 белая пешка · f5 чёрная пешка · h4 чёрная пешка · a2 белая пешка · b2 белая пешка · d2 чёрная ладья · e2 чёрная ладья · h2 белая пешка · f1 белая ладья · h1 белый король | a7 чёрная пешка · b7 чёрная пешка · e7 белая ладья · h7 чёрная пешка · d6 белый слон · e6 белый конь · f6 чёрный король · g6 чёрный слон · d5 белая пешка · f5 чёрная пешка · h4 чёрная пешка · a2 белая пешка · b2 белая пешка · d2 чёрная ладья · e2 чёрная ладья · h2 белая пешка · f1 белая ладья · h1 белый король | a7 чёрная пешка · b7 чёрная пешка · e7 белая ладья · h7 чёрная пешка · d6 белый слон · e6 белый конь · f6 чёрный король · g6 чёрный слон · d5 белая пешка · f5 чёрная пешка · h4 чёрная пешка · a2 белая пешка · b2 белая пешка · d2 чёрная ладья · e2 чёрная ладья · h2 белая пешка · f1 белая ладья · h1 белый король | a7 чёрная пешка · b7 чёрная пешка · e7 белая ладья · h7 чёрная пешка · d6 белый слон · e6 белый конь · f6 чёрный король · g6 чёрный слон · d5 белая пешка · f5 чёрная пешка · h4 чёрная пешка · a2 белая пешка · b2 белая пешка · d2 чёрная ладья · e2 чёрная ладья · h2 белая пешка · f1 белая ладья · h1 белый король | a7 чёрная пешка · b7 чёрная пешка · e7 белая ладья · h7 чёрная пешка · d6 белый слон · e6 белый конь · f6 чёрный король · g6 чёрный слон · d5 белая пешка · f5 чёрная пешка · h4 чёрная пешка · a2 белая пешка · b2 белая пешка · d2 чёрная ладья · e2 чёрная ладья · h2 белая пешка · f1 белая ладья · h1 белый король | 4 |
| 3 | a7 чёрная пешка · b7 чёрная пешка · e7 белая ладья · h7 чёрная пешка · d6 белый слон · e6 белый конь · f6 чёрный король · g6 чёрный слон · d5 белая пешка · f5 чёрная пешка · h4 чёрная пешка · a2 белая пешка · b2 белая пешка · d2 чёрная ладья · e2 чёрная ладья · h2 белая пешка · f1 белая ладья · h1 белый король | a7 чёрная пешка · b7 чёрная пешка · e7 белая ладья · h7 чёрная пешка · d6 белый слон · e6 белый конь · f6 чёрный король · g6 чёрный слон · d5 белая пешка · f5 чёрная пешка · h4 чёрная пешка · a2 белая пешка · b2 белая пешка · d2 чёрная ладья · e2 чёрная ладья · h2 белая пешка · f1 белая ладья · h1 белый король | a7 чёрная пешка · b7 чёрная пешка · e7 белая ладья · h7 чёрная пешка · d6 белый слон · e6 белый конь · f6 чёрный король · g6 чёрный слон · d5 белая пешка · f5 чёрная пешка · h4 чёрная пешка · a2 белая пешка · b2 белая пешка · d2 чёрная ладья · e2 чёрная ладья · h2 белая пешка · f1 белая ладья · h1 белый король | a7 чёрная пешка · b7 чёрная пешка · e7 белая ладья · h7 чёрная пешка · d6 белый слон · e6 белый конь · f6 чёрный король · g6 чёрный слон · d5 белая пешка · f5 чёрная пешка · h4 чёрная пешка · a2 белая пешка · b2 белая пешка · d2 чёрная ладья · e2 чёрная ладья · h2 белая пешка · f1 белая ладья · h1 белый король | a7 чёрная пешка · b7 чёрная пешка · e7 белая ладья · h7 чёрная пешка · d6 белый слон · e6 белый конь · f6 чёрный король · g6 чёрный слон · d5 белая пешка · f5 чёрная пешка · h4 чёрная пешка · a2 белая пешка · b2 белая пешка · d2 чёрная ладья · e2 чёрная ладья · h2 белая пешка · f1 белая ладья · h1 белый король | a7 чёрная пешка · b7 чёрная пешка · e7 белая ладья · h7 чёрная пешка · d6 белый слон · e6 белый конь · f6 чёрный король · g6 чёрный слон · d5 белая пешка · f5 чёрная пешка · h4 чёрная пешка · a2 белая пешка · b2 белая пешка · d2 чёрная ладья · e2 чёрная ладья · h2 белая пешка · f1 белая ладья · h1 белый король | a7 чёрная пешка · b7 чёрная пешка · e7 белая ладья · h7 чёрная пешка · d6 белый слон · e6 белый конь · f6 чёрный король · g6 чёрный слон · d5 белая пешка · f5 чёрная пешка · h4 чёрная пешка · a2 белая пешка · b2 белая пешка · d2 чёрная ладья · e2 чёрная ладья · h2 белая пешка · f1 белая ладья · h1 белый король | a7 чёрная пешка · b7 чёрная пешка · e7 белая ладья · h7 чёрная пешка · d6 белый слон · e6 белый конь · f6 чёрный король · g6 чёрный слон · d5 белая пешка · f5 чёрная пешка · h4 чёрная пешка · a2 белая пешка · b2 белая пешка · d2 чёрная ладья · e2 чёрная ладья · h2 белая пешка · f1 белая ладья · h1 белый король | 3 |
| 2 | a7 чёрная пешка · b7 чёрная пешка · e7 белая ладья · h7 чёрная пешка · d6 белый слон · e6 белый конь · f6 чёрный король · g6 чёрный слон · d5 белая пешка · f5 чёрная пешка · h4 чёрная пешка · a2 белая пешка · b2 белая пешка · d2 чёрная ладья · e2 чёрная ладья · h2 белая пешка · f1 белая ладья · h1 белый король | a7 чёрная пешка · b7 чёрная пешка · e7 белая ладья · h7 чёрная пешка · d6 белый слон · e6 белый конь · f6 чёрный король · g6 чёрный слон · d5 белая пешка · f5 чёрная пешка · h4 чёрная пешка · a2 белая пешка · b2 белая пешка · d2 чёрная ладья · e2 чёрная ладья · h2 белая пешка · f1 белая ладья · h1 белый король | a7 чёрная пешка · b7 чёрная пешка · e7 белая ладья · h7 чёрная пешка · d6 белый слон · e6 белый конь · f6 чёрный король · g6 чёрный слон · d5 белая пешка · f5 чёрная пешка · h4 чёрная пешка · a2 белая пешка · b2 белая пешка · d2 чёрная ладья · e2 чёрная ладья · h2 белая пешка · f1 белая ладья · h1 белый король | a7 чёрная пешка · b7 чёрная пешка · e7 белая ладья · h7 чёрная пешка · d6 белый слон · e6 белый конь · f6 чёрный король · g6 чёрный слон · d5 белая пешка · f5 чёрная пешка · h4 чёрная пешка · a2 белая пешка · b2 белая пешка · d2 чёрная ладья · e2 чёрная ладья · h2 белая пешка · f1 белая ладья · h1 белый король | a7 чёрная пешка · b7 чёрная пешка · e7 белая ладья · h7 чёрная пешка · d6 белый слон · e6 белый конь · f6 чёрный король · g6 чёрный слон · d5 белая пешка · f5 чёрная пешка · h4 чёрная пешка · a2 белая пешка · b2 белая пешка · d2 чёрная ладья · e2 чёрная ладья · h2 белая пешка · f1 белая ладья · h1 белый король | a7 чёрная пешка · b7 чёрная пешка · e7 белая ладья · h7 чёрная пешка · d6 белый слон · e6 белый конь · f6 чёрный король · g6 чёрный слон · d5 белая пешка · f5 чёрная пешка · h4 чёрная пешка · a2 белая пешка · b2 белая пешка · d2 чёрная ладья · e2 чёрная ладья · h2 белая пешка · f1 белая ладья · h1 белый король | a7 чёрная пешка · b7 чёрная пешка · e7 белая ладья · h7 чёрная пешка · d6 белый слон · e6 белый конь · f6 чёрный король · g6 чёрный слон · d5 белая пешка · f5 чёрная пешка · h4 чёрная пешка · a2 белая пешка · b2 белая пешка · d2 чёрная ладья · e2 чёрная ладья · h2 белая пешка · f1 белая ладья · h1 белый король | a7 чёрная пешка · b7 чёрная пешка · e7 белая ладья · h7 чёрная пешка · d6 белый слон · e6 белый конь · f6 чёрный король · g6 чёрный слон · d5 белая пешка · f5 чёрная пешка · h4 чёрная пешка · a2 белая пешка · b2 белая пешка · d2 чёрная ладья · e2 чёрная ладья · h2 белая пешка · f1 белая ладья · h1 белый король | 2 |
| 1 | a7 чёрная пешка · b7 чёрная пешка · e7 белая ладья · h7 чёрная пешка · d6 белый слон · e6 белый конь · f6 чёрный король · g6 чёрный слон · d5 белая пешка · f5 чёрная пешка · h4 чёрная пешка · a2 белая пешка · b2 белая пешка · d2 чёрная ладья · e2 чёрная ладья · h2 белая пешка · f1 белая ладья · h1 белый король | a7 чёрная пешка · b7 чёрная пешка · e7 белая ладья · h7 чёрная пешка · d6 белый слон · e6 белый конь · f6 чёрный король · g6 чёрный слон · d5 белая пешка · f5 чёрная пешка · h4 чёрная пешка · a2 белая пешка · b2 белая пешка · d2 чёрная ладья · e2 чёрная ладья · h2 белая пешка · f1 белая ладья · h1 белый король | a7 чёрная пешка · b7 чёрная пешка · e7 белая ладья · h7 чёрная пешка · d6 белый слон · e6 белый конь · f6 чёрный король · g6 чёрный слон · d5 белая пешка · f5 чёрная пешка · h4 чёрная пешка · a2 белая пешка · b2 белая пешка · d2 чёрная ладья · e2 чёрная ладья · h2 белая пешка · f1 белая ладья · h1 белый король | a7 чёрная пешка · b7 чёрная пешка · e7 белая ладья · h7 чёрная пешка · d6 белый слон · e6 белый конь · f6 чёрный король · g6 чёрный слон · d5 белая пешка · f5 чёрная пешка · h4 чёрная пешка · a2 белая пешка · b2 белая пешка · d2 чёрная ладья · e2 чёрная ладья · h2 белая пешка · f1 белая ладья · h1 белый король | a7 чёрная пешка · b7 чёрная пешка · e7 белая ладья · h7 чёрная пешка · d6 белый слон · e6 белый конь · f6 чёрный король · g6 чёрный слон · d5 белая пешка · f5 чёрная пешка · h4 чёрная пешка · a2 белая пешка · b2 белая пешка · d2 чёрная ладья · e2 чёрная ладья · h2 белая пешка · f1 белая ладья · h1 белый король | a7 чёрная пешка · b7 чёрная пешка · e7 белая ладья · h7 чёрная пешка · d6 белый слон · e6 белый конь · f6 чёрный король · g6 чёрный слон · d5 белая пешка · f5 чёрная пешка · h4 чёрная пешка · a2 белая пешка · b2 белая пешка · d2 чёрная ладья · e2 чёрная ладья · h2 белая пешка · f1 белая ладья · h1 белый король | a7 чёрная пешка · b7 чёрная пешка · e7 белая ладья · h7 чёрная пешка · d6 белый слон · e6 белый конь · f6 чёрный король · g6 чёрный слон · d5 белая пешка · f5 чёрная пешка · h4 чёрная пешка · a2 белая пешка · b2 белая пешка · d2 чёрная ладья · e2 чёрная ладья · h2 белая пешка · f1 белая ладья · h1 белый король | a7 чёрная пешка · b7 чёрная пешка · e7 белая ладья · h7 чёрная пешка · d6 белый слон · e6 белый конь · f6 чёрный король · g6 чёрный слон · d5 белая пешка · f5 чёрная пешка · h4 чёрная пешка · a2 белая пешка · b2 белая пешка · d2 чёрная ладья · e2 чёрная ладья · h2 белая пешка · f1 белая ладья · h1 белый король | 1 |
|   | a | b | c | d | e | f | g | h |   |

1. e4 e5 2. f4 ef 3. Кf3 Кf6 4. e5 Кh5 5. Сe2 g6 6. d4 Сg7 7. O-O d6 8. Кc3 O-O 9. Кe1 de 10. С:h5 gh 11. de Ф:d1 12. К:d1 Кc6 13. С:f4 Сf5 14. Кe3 Сe4 15. Кf3 Лfe8 16. Кg5 Сg6 17. Кd5 С:e5 18. К:c7 С:c7 19. С:c7 Лac8 20. Сg3 Кd4 21. c3 Кe2+ 22. Крf2 h4 23. Сd6 Кd4 24. cd Лc2+ 25. Крg1 Лee2 26. Лae1 Л:g2+ 27. Крh1 Крg7 28. Лe8 f5 29. Кe6+ Крf6 30. Лe7 Лge2 31. d5 Лcd2 (см. диаграмму)
32. Сb4?? Л:h2+, 0 : 1 (33. Крg1 Лdg2#) 